# Журбинці (Хмільницький район)
Журби́нці — село в Україні, у Самгородоцькій сільській громаді Хмільницького району Вінницької області.

## Географія
Журбанці розташовані в басейні річки Роставиця, лівої притоки Росі.
Село знаходиться за 12 км від районного центру міста Козятин, де знаходиться найближча залізнична станція. За 4 км від села проходить автотраса P32 «Біла Церква — Вінниця».
Село знаходиться на історичному порубіжжі Київщини, Поділля та Волині.
Між Журбинцями та Малишівкою з давніх часів проходив Чорний Шлях (або Караванський) — стародавній торговельний шлях, яким користувалися кримські татари для нападів на Правобережну та Західну Україну й на Польщу в XVI — XVII століттях. Також використовувався чумаками під час торгівлі з Кримом.

## Історія

### Історія краю
Рання історія земель села Журбинці тісно пов'язана з басейном річок Роставиці та Росі.
За свідченнями українського історика Вінокурова І. С. в докнязівський період землі сучасної Журбинеччини населяли племена уличів, які згідно Рибакова Б. О. у IX столітті мали 318 градів. Можливо один з них знаходився на місці сучасних Журбинець. На жаль археологічні розкопки в селі ніколи не проводились.
У 882 році владу у Києві захопив Олег, убивши київського князя Аскольда. У 885 році Олег розпочинає кампанію з приєднання уличів та тиверців до Русі. Однак уличі не хотіли визнавати владу Києва над собою і ще понад 50 років зберігали самостійність.

#### В складіРусі(940—1240)
Тільки після трирічної війни 937—940 років воєвода київського князя Ігоря Свенельд переміг уличів і змусив їх платити данину Києву. Втративши Пересічень, уличі не побажали платити данину Свенельду, а пішли в пониззя Бугу і Дністра «и седоша тамо», а територію Поросся, яку вони населяли зайняли печеніги і утримували її майже 80 років.
Тільки у 1036 році після поразки печенігів у війні з Ярославом Мудрим землі над Роставицею увійшли до складу Русі. Ярослав Мудрий з метою зміцнення південний кордонів своєї держави наказав спорудити в басейнах річок Роставиця та Рось низку сторожових фортець, населивши тут полонених поляків.
В XI столітті на Роставиці та Гнилоп'яті з'являються також і городки торків, берендеїв, чорних клобуків — тюркських племен, одні з яких (берендачі, чорні клобуки) самі попросили протекції Великого князя Київського — Володимира Святославича, інші (торки) були примусово розселені на південному кордоні Русі уже за спільного управління (тріумвірату) синів Ярослава Мудрого.
У літописі укріплені поселення згадуються як берендейські городки, які відігравали роль форпосту у захисній лінії по віденному кордону держави проти нападів половців. Останні теж належали до тюркського етносу і вважали чорних клобуків, торків, берендачів зрадниками.
До 1071 року відносять першу згадку про Ростовець, у майбутньому Білилівку, з якою тісно пов'язана історія Журбинець.
У 1093 році половці здійснили похід на Поросся і підпорядкували собі землі басейну річок Рось — Роставиця. Тодішній Великий князь Київський Святополк Ізяславович, намагаючись вгамувати агресивність половців щодо Русі, 1094 року одружився з дочкою їхнього ватажка Тугоркана і йому залишив Поросся як калим за наречену.
Але Тугоркан не задовольнився цим і в 1096 році вирушив походом на Переяславське князівство і цього ж року загинув. Тоді ж сподвижник Тугоркана хан Боняк пройшов територією Поросся, спустошуючи його і дійшов аж до стін Києва. У цей час берендичі і торки, раніше лояльні до Києва, теж почали виявляти відцентрові настрої.
У 1139 році під час міжусобної війни Ярополка Володимировича з Всеволодом Ольговичем берендеї в кількості 3 тисяч прийшли на допомогу Ярополку. Останній як вдячність за надану допомогу дозволив їм повернутися на Поросся. Невдовці на південно-західних кордонах Русі з'явилися торки і утворили 1146 році разом з берендеями союз чорних клобуків, який успішно відбивав напади половців.
Згідно «Повісті временних літ» близько 1175 року «половці прийшли на Київщину і побили Ростиславичів під Роставцем, то Ольговичі дуже тим утішились…»
У зимку 1240—1241 рр. багатотисячна орда хана Батия спустошила землі Поросся, які на наступні 120 років потрапили під владу Золотої Орди.

#### У складі Золотої Орди (1240—1362)
Плано Карпіні, який подоружував у 1245 році через Волинь та Київщину до Монголії так описував побачене: 
«Після цього князь (Василько Романович) послав з нами до Києва одного слугу. Однак ми все ж їхали увесь час у смертельній небезпеці через литовців, які часто і потай, скільки могли, робили набіги на Русію і особливо в тих місцях, через які ми повинні були проїжджати; а що велика частина людей Русії була перебита татарами або взята в полон, вони аж ніяк не могли вчинити їм сильний опір, а з боку самих руських ми були у безпеці, дякуючи вищеназваному слузі. Звідси з допомагаючої нам милості божої і позбувшися ворогів хреста христового, ми прибули до Києва, який був столицею Русії»
«Татари вступили в землю язичників-турків; перемігши їх, вони пішли проти Русі і зробили велике побиття в землі Русі, зруйнували міста та фортеці і вбили людей, обложили Київ, який був столицею Русі; після довгої облоги вони взяли його і вбили жителів міста. Тому, коли ми їхали через їх землю, ми знаходили в полі незліченну кількість голів і кісток мертвих людей. Це місто було дуже великим і дуже багатолюдним, а тепер розорений майже дотла: ледь животіє там двісті будинків, а людей татари тримають у самому тяжкому рабстві. Йдучи звідси, вони спустошили всю Русь»
В 1252—1254 роках баскак Золотої Орди на Правобережній Україні — Куремса, здійснив похід на Поділля та Волинь, що входили до складу Руського королівства, але зазнав поразки від Данила Романовича та його синів Лева і Шварна. В 1258 р. замінений золотоординським темником Бурундаєм.
З 1258 року правителем (темником) монгольських територій на Правому березі Дніпра було призначено Бурундая. На його вимогу були знищені укріплення в Руському королівстві: Володимир, Луцьк, Львів, Кременець, Данилів, Черн, Стіжок Волинський та інші міста (окрім Холма, що витримав облогу). Бурундай примусив волинського князя Василька Романовича взяти разом з татарами участь у походах на Литву (1258) та Польщу (1259).
В останній чверті 13 століття за правління короля Лева І на короткий час землі Поросся входили до складу Руського королівства.

#### У складіВеликого князівство Литовського, Руського і Жемайтійського(1362—1569)
Звільнити край від панування Золотої Орди вдалося після перемоги в литово-руських військ у Битві під Синіми Водами у 1362 році. Поросся ввійшло до складу Київського князівства, яке перебувало у васальній залежності Великого князівства Литовського, Руського та Жемайтійського.
У 1431—1435 рр. землі Журбинеччини разом із всією Київщиною ввійшли до складу відновленого Великого князівства Руського на чолі з Великим князем Свидригайлом.
У 1471 році литовське військо зайняло Київ, ліквідувавши Київське князівство та перетворивши його на воєводство.

### Історія села

#### У складіРечі Посполитої(1569—1648)
У 1569 році землі Журбинеччини увійшли до складу Королівства Польського в рамках федеративної Речі Посполитої та входили до Білилівського маєтку, Київського повіту, Київського воєводства, Речі Посполитої.
За історичними документами видно, що з 1583 року Іван Голуб виконує у Білилівці обов'язки підстарости князя Корецького, з 15 квітня 1629 р. ці землі за Королівським універсалом передаються Юрію Івановичу Голубу, королівському ротмістру, на довічне володіння. Проте Юрій Голуб в'їжджає до власного маєтку, лише у 1630 р., на чолі із невеликою армією в якій бачимо Адама Дворецького та ротмістра Самуїла Лаща. До цього власником маєтку вважав себе п. Людвіг Олизар-Волчкович. Правдоподібно, що землі, про які йшла мова вище, постійно діставали нападу орди. Ще за дуже давніх часів стояло тут місто Білилів, який вміщав у собі сорок сороків (усі храми за рішенням Стоглавого собору (1551 р.) були розподілені на староства або благочиння, які називалися «сороками») і багато лицарства, але орда дуже часто нападала на Україну і знищила цей город. В церквах татари тримали коней. Коли це було невідомо, але може бути, що це відбулось у 1483 році, під час наїзду татарів, коли Менглі-Гірей хан Перекопський запустив мародерські загони по всій Київщині і знищив все до щенту і тут запанувала пустеля. Тільки наприкінці 16 століття Білилів, на місці давно знищеного міста, почав заселятись знову під назвою Білилівка чи Роставиці. Якось в 1607 році один з наїздів татарських, застав тут коронні війська, які звели з ними битву, але були розгромлені, а Білилівка і ціла околиця повторно знищена. Поліг у цьому бою Ярош Вільга Гадзімірський, досвідчений військовий муж, лицар, захисник цього краю. З давніх актів відомо, що вже 1608 року прибрала ці маєтності Анна з Ходкевичів, княжна Іоахімова-Корецька, дідичка містечка Корець, уроджена сестра великого Кароля Ходкевича. Не встигла однак набути ці маєтності, як в 1612 році знову напали татари і Білилівка тільки що по-новому заселена обернулась в пустелю. Та незважаючи на те, ці місця знову були заселені людьми. Окрім Білилівки, неподалік виникли ще інші села: Сестринівка, Махаринці, Огіївка і Голубівка. Засновниками цих сіл стала шляхта, яка була на службі князів Корецьких (в тому числі і Дворецькі). Це Сестринець, Махаринський, Огій і Голуб. В Білилівці Анна Корецька збудувала замок тут же монастир східного обряду і другий банний недомурований. Також збудувала дім для подорожніх. Її син Самуель, князь Корецький, був узятий в полон у битві під Цецорою і в Стамбулі був задушений у вежі. Мати його пережила. По її смерті маєтність Білилівська перейшла до дочки Самуеля Анни, яка була замужем за Андрієм Ліщинським зреклась своєї частки з Білилівських володінь на користь Кароля. Князь Кароль Корецький був фундатором в Білилівці костьолу римського обряду. Помер він у 1623 році. По його смерті володіння волинські і українські перейшли у спадок до його єдиного сина князя Самуеля Кароля. Той син помер у 1651 році останній нащадок сестер князя Самуеля і Кароля, а дочок князя Іоахіма Корецького, Чарторийських, Сапігів, Радзівілів і Санечушків. Князі Самуель і Кароль Корецькі мали великі борги. Білилівку і інші села ще за життя свого роздали під застави. Тому володарем Білилівки вже в 1644 році був якийсь Павло Янковський.
Перша згадка про Журбинці, відома на сьогодні, відноситься до 12 січня 1602 року, та зафіксована в Декреті Вінницького земського суду в справі за скаргою брацлавського воєводи та кременецького старости князя Януша Збаразького про захоплення належної йому половини Губинського маєтку Волинським воєводичем Яхимом Корецьким та його дружиною Анною Ходкевечівною.
У 1644 році місто Білилівку та навколишні села князем Самуелем-Каролем Сангушком було передано під заставу Павлу Янковському. У 1647 році Катерина Потоцька (уроджена Янковська) організувала наїзд на село Журбинці поблизу сучасного Бердичева, у ході ворогувань з місцевою власницею Покривницькою.
4 травня 1647 року за наказом пані Катарини (до шлюбу Янковської), дружини Флоріана Потоцького, сестри тодішнього власника міста Білилівки Павла Янковського, частину селян на яких було здійснено напад перегнали до Білилівки, коло якої і було засноване нове поселення Журбинці.

#### У складіГетьманщини(1648—1699)

##### Паволоцький полк
На весні 1648 року вибухає національно-визвольна війна на чолі з Богданом Хмельницьким, місцеве населення активно долучається до військових дій, зокрема 6-8 липня 1648 року бере участь у битві під Махнівкою на чолі з Максимом Кривоносом проти шляхетських військ князя Яреми Вишневецького.
У липні 1648 року сформовано Паволоцький полк Війська Запорозького. В рамках полку такі населені пункти, як Ружин, Журбинці, Білилівка, Верхівня, Вчорайше, Карабчиїв, Ягнятин, Трубчіїв формували Ружинську сотню. У липні 1648 року місцевим краєм пройшло військо Богдана Хмельницького наступаючи до Пилявців, і ще раз у грудні повертаючись з переможного походу із-під Замостя до Києва.
Згідно зі свідченнями польських загарбників, які після Битви під Берестечком у червні 1651 року наступали на Білу Церкву вони були здивовані гарному стану господарства на землях козацької України:
«З-під Махнівки ми йшли на Білилівку, містечко, що лежить вже за лінією, якої вимагають для себе козаки, і там ми знайшли вже інший край: багато кіп на полі, достаток всякого хліба і по полях худобу. Вступивши 1 вересня 1651 року в Ружин, тут вже зустріли немов обітовану землю, повну хліба і пасік. Саме містечко Ружин повне старого збіжжя й іншої поживи, пива і меду» 
На весні 1652 року Стефан Чарнецький на чолі 15-тисячного війська здійснив спустошливий похід через Погребище в напрямку Умані, винищуючи місцеве населення та руйнуючи села. Шкоди зазнали і Журбинці. Однак дані дії не залишились безкарними — під Уманню Вінницький полковник Іван Богун розбив військо Чарнецького змусивши його відступити з України.
З 1657 по 1660 рік Іван Богун був Паволоцьким полковником, під протекцією якого перебували землі Журбинець, Білилівки та Дубових Махаринець. Пам"ять про славу та хоробрість козацького ватажка увічнено в місцевій назві Богуниха — великого рівного поля між Журбинцями та Білилівкою.

##### Руїна

Гетьманщина (1667—1687)

Через часті бойові дії та епідемії край знелюднів та занепав. Почалась доба Руїни, місцеве населення масово переселялось на Лівобережжя.

Відомий історик Володимир Антонович, уродженець Махнівки, наводив опис сучасників тих подій:
«И поидохом (из Паволоч в Немиров) в степь глубокую; и бысть нам сие путное шествие печально и уныло, бя ше бо видели ни града, не села; а ще бо и быша прежде сего грады красны и нарочиты села видением — по ныне точию пусто место и не изселяемо, не бе видели человека. Пустыня велка и зверей множество: козы дикие и волки, лоси, медведи, ныне же все развоевано да разорено от крымцев. А земля зело угодно и хлебородна и овощу всякого много; сады, что дикий лес: яблоки, орехи волошский, сливы, дули, — да все пустыня; не дадут собаки-татары населиться; только населятся селы, а они, собаки, пришед и разорят, а всех людей в полон поберут. Не погрешу эту землю назвать златою, понеже всего много на ней родится. И идохом тою пустынею пять дней, ничтоже видехом от человека»
Козацький літописець Самійло Величко писав:
«Від Корсуня і Білої Церкви, потім на Волинь і в князівство Руське, до Львова, Замостя, Бродів і далі подорожуючи, бачив я багато городів і замків безлюдних, і пусті вали…, що стали пристанищем і житлом тільки для диких звірів… Бачив я там… багато кісток людських, сухих і нагих, що тільки небо за покрівлю собі мали»
Правобережна Україна з 70-х рр. XVII ст. поступово втрачала свій державотворчий потенціал. Іноземні держави, захоплюючи правобережні землі, впроваджували тут власний адміністративно-територіальний устрій. Уряди Польщі і Туреччини за будь-яку ціну намагались утримати їх під своєю владою.

#### В складіОсманської імперії
Ще 1672 р. Османська імперія, відвоювавши у поляків Поділля, включила його до свого складу. Кам'янецький еялет, який охоплював територію колишніх Подільського, Могилівського і, частково, Брацлавського й Уманського полків козацької України, проіснував під султанським управлінням до 1699 р. Очолював новостворену турецьку провінцію бейлербей, що призначався султаном і мав всю повноту влади на підлеглій території. Еялет поділявся на чотири адміністративні одиниці — санджаки, яким підпорядковувалися менші округи — нахії. Згідно з традиційною османською процедурою, сформованою ще у XVI ст., першим етапом організації завойованої території був перепис місцевого населення. На Поділлі він проводився турецькими чиновниками одразу після заключення Бучацького договору 18 (28) жовтня1672 року в місті Бучачі.
13 (23 січня) 1681 року у Бахчисараї між Османською імперією, Кримським ханством та Московською державою підписаний Бахчисарайського мирний договір, згідно якого сучасні землі Журбинець та Південної Київщини переходили під владу Османської імперії, терміном на 20 років. Мирний договір завершив війни 70-х років 17 століття між цими державами за володіння землями Правобережної України.
Проте, зважаючи на родючість ґрунтів, сприятливі кліматичні умови, спочатку Османська імперія, а згодом Річ Посполита порушує Бахчисарайську угоду і розпочинає процес активного заселення пустуючих земель Правобережжя. Новий колонізаційний рух стає особливо масовим після того, як Ян Собеський видав 1684 р. універсал, що дозволяв козацькі поселення на південь від Росі. Наступним кроком Речі Посполитої стала ухвала сейму (1685) про поновлення на території колишніх українських полків козацьких прав та вольностей, унаслідок якої відродилися Богуславський, Брацлавський, Корсунський та Білоцерківський полки.
6 травня 1686 р. у Москві був підписаний Вічний мир — договір між Річчю Посполитою і Московською державою, що засвідчував поділ Гетьманщини та відхід Волині, Північної Київщини та Галичини до складу Речі Посполитої.
У жовтні 1698 року почався Карловицький конгрес.
16 січня 1699 року підписано договір Османської імперії з Річчю Посполитою, за яким останній офіційно повернули Поділля. Бучацький мирний договір 1672 року втратив юридичну силу.

Журбинці на Географічній карті Брацлавського воєводства (1790)

#### У складіРечі Посполитої(1699—1793)

##### Паліївщина.Гайдамацький рух.Коліївщина
Після завершення війни між Польщею та Туреччиною (1699) потреба у козацькому війську відпала, і тому польський сейм ухвалив рішення про ліквідацію правобережного козацтва. Спроба силою реалізувати цей план призвела спочатку до поразки польських військ під Фастовом 1700 p., а потім і до вибуху повстання під проводом Семена Палія (1702—1704).
1689 року племінник Семена Палія — Часник на чолі 50 козаків напав на маєток Ласкової у Білилівці (Марина Ласкова — дочка Катерини Потоцької — до одруження Янковська).
У пасхальний день 1701 року князь Єжи(Юрій) Домінік Любомирський зі своїм збройним загоном і при допомозі козаків Семена Палія захопив Білилівку. У відповідь Ласкова подала скаргу до суду, але правди не добилася: Білилівка і навколишні села (Журбинці, Дубові Махаринці та інші) залишилися у власності князя Юрія Любомирського. Пізніше ці маєтності він передав у спадок своїм синам Анатолію і Францу.
За лихою іронією долі, 25 квітня 1735 року управитель Погребищенського маєтку князя Вишневецького Рожнятовський зі своїм загоном напав на Білилівку, пограбував містечко, при цьому загинуло четверо місцевих мешканців. Це був час першої хвилі гайдамацького руху. Відомий ватажок гайдамаків Верлан був начальником надвірних козаків князя Юрія Любомирського.
1751 року Білилівський замок з навколишніми селами переходять у власність Яна Климентія Браницького, краківського каштеляна. Але невдовзі ці землі знову повернулися у власність Любомирських, коли князь Іван Любомирський став зятем Браницького.
1768 році почалася Коліївщина, одним із керівників якої був курінний отаман Канівського куреня Нової Січі Андрій Журба. У загоні Андрія Журби нараховувалося близько 300 осіб. Разом з отаманом Микитою Швачкою він був одним із найактивніших соратників Максима Залізняка. Отамана Андрія Журбу місцеві вважають одним із засновників села Журбинці.
Загін під керівництвом Андрія Журби брав участь у взятті повстанцями Жаботина, Сміли, Корсуня, Брацлава, Канева, Мошен, Фастова, Лисянки, Умані, Медвина та Стебліва. Загін був розбитий московськими підрозділами біля села Блощинці, а сам Журба загинув під час бою. На Поділлі розправою над повстанцями керував князь Ксаверій Браницький.
Відомо, що ще у 1723 році в Журбинцях була збудована церква Івана Богослова, у 1772 році побудована нова теж дерев'яна на місці колишньої. Храм був більш містким та мав власну дзвіницю, згідно переказів подібну дзвіницю можна було побачити тільки у Вінниці. В церкві знаходилась чудодійна ікона Богоматері, до якої сходилось багато прочан з навколишніх поселень.
Село переходить у спадок до Марії Любомирської (1773—1810) дружини останнього київського воєводи Антонія Протазія Потоцького, яка у 1792 році подарувала Журбинці та навколишні землі названому сину графу Яну Потоцькому, відомому письменнику, історику та мандрівнику.

#### В складіРосійської імперії(1793—1917)
У 1793 році внаслідок другого поділу Речі Посполитої Журбинці опинились в складі Російської імперії. У 1793—1796 рр. село входило до Махнівського повіту Брацлавського намісництва. В зв'язку з адміністративною реформою Павла І Махнівський повіт у 1796 році відійшов до Київської губернії. З 1846 до 1925 року в складі Бердичівського повіту Київської губернії.
У 1795 році Журбинці та сусіднє село Прушинка купує польська шляхетська родина Бурчак-Абрамовичів.
У 1804 році, коли помер власник села Давид Бурчак-Абрамович і право на спадщину отримали два його сини — Кароль та Іоахім, між якими виник спір. Питання успадкування вирішував третейський суд. Справа розглядалася понад рік і 24 листопада 1804 року суд постановив: «Иоахим Бурчак-Абрамович обязан за половину превышающую количество душ, учитываемых в Журбинцах в числе 72 душ, уплатить брату своему Карлу 17500 злотых (2650 руб. серебром)», проте конфлікт між братами тривав ще довго. 10 січня 1823 року Кароль надав своєму брату Іоахіму квитанцію, яка засвідчувала про отримання ним потрібної кількості грошей. В той же час Кароль Бурчак-Абрамович подав в акти Махнівського повітового суду протест про неправильний поділ третейським судом батьківського маєтку, проте цей протест було залишено без задоволення. Невдовзі Кароль помер, залишивши після себе 13 дітей.

Як свідчить дослідник історії села Журбинці Омельчук Прокіп Кирилович:
«Коли Іоаким Бурчак-Абрамович вже постарів, знедужав, то дізнався, що його братові племінники з сіл Сокільця, Пиківці бажають його скорішої смерті, щоб розділити між собою спадщину. Тоді розгнівавшись на своїх законних спадкоємців, він поїхав у Київ, потім у Санкт-Петербург і 08.01.1825 року зробив „дарственное завещание“ на користь своїх кріпаків — жителів сіл Журбинці і Прушинка»
Згідно Лаврентія Похилевича:
« Иоаким Давидович Бурчак-Абрамович, будучи безсемейным и неженатым, в 1825 году 8 января заключил условие с своими крестьянами сел Журбинцы и Прушинки об увольнении их звание свободных хлебопашцев, с определением им в вечную и потомственную собственность земель и прочих угодий. Причём в 16-м пункте условий обязал их построить в Журбинцах на том месте, где будет погребён, каменную церковь и молиться в ней об нём, Абрамовиче и его отце. Иоаким Бурчак-Абрамович умер в 1839 году; но еще доселе не приступлено к построению каменной церкви, под предлогом, что родственники завещателя не позволили крестянам погребти его в их селении ипогребли на латинсом кладбище в местечке Белиловке»
Докладніше відомо, що Іоаким Бурчак-Абрамович заповів на будівництво храму 40 тисяч рублів. За тодішніми цінами це було рівнозначно вартості майже двох тисяч гектарів землі. Заповіт було виконано у 1843 році, коли завершилось будівництво кам'яної церкви, а також окремого шкільного приміщення.
Господарське життя села значно пожвавилось з початком будівництва 1870-х роках залізниці Київ — Брест. У 1888 році в Козятині побудовано вокзал. Залізнична станція в Козятині стала однією з найбільший в Південно-Західній залізниці: звідси одна з головних ліній йшла на Брест, друга — на Одесу, ще одна гілка на Умань.
У 1900—1903 рр. в імперії відбулась економічна криза, загострилось земельне питання, наростало незадоволення царизмом, що переросло у революцію 1905—1907 рр..
Не були осторонь цих подій журбинчани, так в Центральному державному історичному архіві України зберігається «Справа про перевірку благонадійності жителя села Журбинці Ковтонюка К., підозрюваного у проведенні революційної пропаганди серед односельчан (читанні літератури, намаганні створити революційний гурток)», у справі є зошит з віршами і піснями.

#### У складіСРСР(1921—1991)

##### Голодомор (1932—1933)
За період 1932 по 1933 рік в Журбинцях голодом було вбито 660 мешканців, що складало близько 45 % від всього населення села. Дані підтверджені як свідченнями очевидців (Павлюк Н. О., Дзиґар І. К., Мазур Є. Ф.) та і архівними документами Державного архіву Вінницької області.

##### Друга Світова війна.Німецька окупація.
За часи війни у Журбинцях загинуло 85 мешканців. Матеріальні збитки завдані селу війною оцінювалися в 17 280 000 радянських рублів.

## Демографія

### Населення
У 1724 році в Журбинцях нараховувалось 16 халуп (дворів), відповідно до тарифу подимного податку Київського повіту.
У 1741 році в Журбинцях нараховувалось 30 дворів.
У 1795 році в селі нараховувалось 344 мешканці селянського стану (205 чоловіків і 139 жінок), діяла церква Івана Богослова та працювало 2 млини.
У 1825 році згідно клірових відомостей в селі нараховувалось 93 двори і 738 мешканців (372 чоловіків та 366 жінок), з них 9 дворян та 359 поміщицьких селян.
У 1829 році згідно сповідальних розписів церкви Івана Богослова в селі нараховувалось 410 селян та поміщицьких працівників.
У 1864 році в Журбинцях мешкало 560 осіб, обох статей.
У 1867 році у Журбинцях та Прушинках нараховувалось 1165 мешканців та 140 дворів.
У 1885 рік в селі мешкало 732 особи, налічувалось 137 дворових господарств, існували православна церква, школа, 2 постоялих будинки, 2 водяних і вітряний млини.
За переписом 1897 року кількість мешканців зросла до 1297 осіб (647 чоловічої статі та 650 — жіночої), з яких 1269 — православної віри.
Станом на 1900 рік у Журбинцях було 1487 мешканців: 737 чоловіків і 750 жінок. Загальна площа земельних угідь в селі становила 1956 десятин (тобто близько 2000 га), з них селянської — 1910 десятин, 46 церковної і 817 — дворянської. У селі було 2 корчми і 2 водяних млина.
Демографічні втрати (задукоментовані) під час Голодомору(1931—1933): 660 осіб, Великого терору: 31 особа; Другої світової війни: 98 осіб. Фактичні втрати можуть бути значно більшими.
Станом на 1970 рік населення села становило 1289 осіб, що складало 86,68 % від чисельності населення Журбинців на 1900 рік.
Станом на 2016 рік населення села складає всього 620 осіб, у тому числі чоловіків — 291, жінок -329. Молодь (14-28 років) — 113 осіб, пенсіонерів — 187 осіб, дітей дошкільного віку — 38, школярів — 65.

### Мова
Розподіл населення за рідною мовою за даними перепису 2001 року:
| Мова       | Кількість | Відсоток |
| ---------- | --------- | -------- |
| українська | 698       | 99.01%   |
| російська  | 7         | 0.99%    |
| Усього     | 705       | 100%     |

## Інфраструктура
У 1885 році в селі знаходилась 137 дворів, церковно-приходська школа, 2 гостинних двори, 2 водяних і 1 вітряний млин.

## Освіта
15 вересня 1843 року у Журбинцях на кошти зі спадщини колишнього поміщика Якима Бурчак-Абрамовича було побудовано та відкрито церковно-приходське училище, у перший рік під керівництвом місцевого священика навчання проходило 22 учні.
З 1904 року Журбинецьке церковно-парафіяльне училище стає двокласовим. Завідувачем і викладачем цього навчального закладу тоді був місцевий священик шанований всіма жителями Іван Степанович Чулаєвський (до 1918 року).
Станом на травень 2013 року у Журбинецькій середній загальноосвітній школі навчалось 49 учнів.
У травні 2013 року відділ освіти Козятинської районної державної адміністрації ухвалив рішення про закриття школи в Журбинцях, після чого депутати сільради та батьки подали позов до Вінницького окружного адміністративного суду, який скасував цей назад. Разом з тим Відділ освіти вважає, що школа має бути закрита.